# Mauricio Pineda
Mauricio Pineda est un footballeur argentin né le 13 juillet 1975 à Buenos Aires. Il évoluait au poste de défenseur.
Il marque son seul but en sélection contre la Croatie lors de la Coupe du Monde 1998.